# Kristina Paltén
Kristina Paltén, född 1971, är en svensk ultralöpare, äventyrare och kommunpolitiker (miljöpartist). Hon har innehaft världsrekord i 48-timmarslöpning på löpband, 322,93 km. Hon är författare till boken Den rädde löparen som översatts till flera språk.